# 티르탕카라

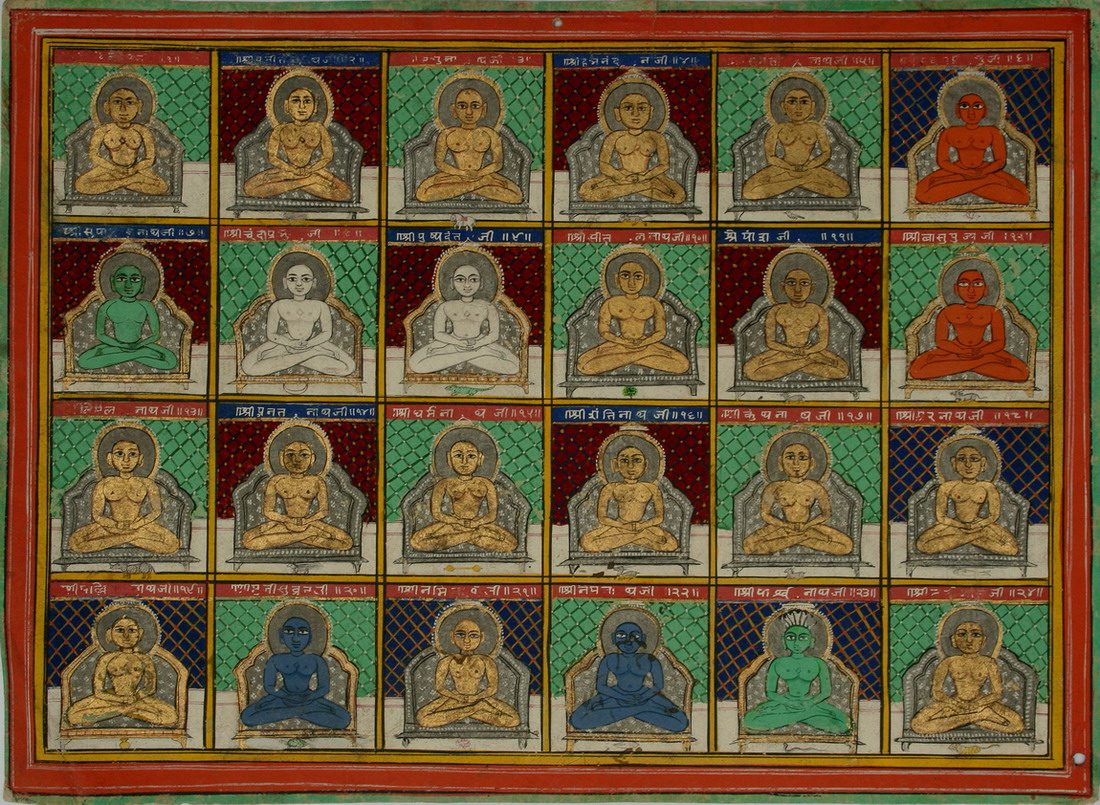
역대 티르탕카라들을 묘사한 자이나교 미니어처 그림, 자이푸르, 1850년.

티르탕카라(산스크리트어: तीर्थंकर)는 자이나교에서 다르마(의로운 길)의 구원자이자 최고의 정신적 스승이다. 티르탕카라는 티르타의 창시자를 의미하며, 끊길 수 없는 탄생과 죽음의 바다인 삼사라(윤회)를 가로지르는 알맞은 통로이다. 자이나교에 따르면 티르탕카라는 스스로 삼사라를 정복하고 다른 사람들이 따를 길을 만든 최고의 다르마의 전도사들이다. 자아나 영혼의 본질을 이해한 후, 티르탕카라는 케발라 즈냐나(전능)에 도달한다. 티르탕카라는 다른 사람들이 삼사라에서 모크샤(해탈)로 그들을 따라갈 수 있는 다리를 제공한다.
자이나교 우주론에서 시간의 수레바퀴는 두 개의 반으로 나뉘는데, 상승하는 시간 주기인 우타르피니와 하강하는 시간 주기인 아바사르피니이다. 주기의 각 반에서 정확히 24개의 티르탕카라가 우주의 이 부분을 우아하게 빛낸다. 과거에는 무한히 많은 티르탕카라가 존재했다. 현재 주기의 첫 번째 티르탕카라는 인간이 조화롭게 사회를 살 수 있도록 만들고 조직한 것으로 인정받는 리샤바나타였다. 현재 주기의 24번째이자 마지막 티르탕카라는 마하비라(기원전 599년–기원전 527년)였다. 마하비라와 그의 전임자인 23대 티르탕카라 파르슈바나타는 역사적으로 그 존재를 인정받고 있다.
티르탕카라는 상가를 조직하는데, 상가는 남녀 수도사인 스라바카(srāvaka, 남성 추종자), 스라비카(srāvikás, 여성 추종자)의 4배의 숫자로 구성된다.
자이나교 교리는 티르탕카라의 가르침에 기초를 두고 있다. 티르카라의 내면적 지식은 모든 면에서 완벽하고 동일하며, 이들의 가르침에는 모순이 없다고 여겨진다. 지도자로 활동하는 동안 사회의 정신적 진보와 순수성에 따라 정교화의 정도가 달라진다. 사회의 정신적 진보와 정신적 순수성이 높을수록 정교화에 필요한 정도는 감소한다.
자이나교도들이 티르탕카라를 기록하고 경외하는 동안, 그들의 은총은 종교에 관계없이 모든 생명체가 이용할 수 있다고 한다.
티르탕카라들은 케발라 즈냐나(순수한 무한한 지식)에 도달한 후, 다르마를 설교하는 아리한트이다. 아리한트는 분노, 애착, 자부심, 탐욕과 같은 내면의 적들을 정복한 자로, 지나(승자)라고도 불린다. 그들은 오직 자신의 영혼의 영역 안에서만 살고, 카샤, 내적인 열정, 개인적인 욕망으로부터 완전히 자유롭다. 따라서 그들은 무한한 싯디, 즉 영적 힘을 쉽게 이용할 수 있으며, 이들은 살아있는 존재들의 영적 고양에만 이용한다. 이들은 신성한 비전인 다르샤나와 신성한 말인 데슈나를 통해 다른 사람들이 케발라 즈냐나와 모크샤(최종적인 해탈)를 얻을 수 있도록 돕는다.